# ASK Vorwärts Berlin
Der Armeesportklub Vorwärts Berlin war ein in Ost-Berlin angesiedelter Armeesportklub und ein nationales Leistungszentrum in der DDR. Er war ein Sportclub in der Armeesportvereinigung Vorwärts (ASV) der Nationalen Volksarmee (NVA) und einer der größten Sportklubs des Landes. Ab 1969 wurde der Klub nach Frankfurt (Oder) verlegt und als ASK Vorwärts Frankfurt neu organisiert.

## Sektionen

### Fußball
Die Sektion Fußball des ASK Vorwärts Berlin war in den 1950er und 1960er Jahren eine der erfolgreichsten in der DDR. So gewann der Verein 1958, 1960, 1962 und 1965 viermal die Meisterschaft, kam 1957 und 1959 auf den 2. und 1963 auf den 3. Tabellenrang. Nach dem Gewinn der Meisterschaft 1965 wurde der FC Vorwärts Berlin aus dem ASK ausgegliedert.

### Handball
1960 im Jahr vor dem Mauerbau nahmen die Herren des ASK Vorwärts Berlin am Internationalen Handball-Turnier um den Grenzland-Pokal in Lörrach teil, u. a. mit den Nationalspielern Hans Haberhauffe, Waldemar Pappusch und Klaus Hebler und besiegten im Endspiel den Berliner SV 1892, u. a. mit Horst Käsler mit 22:8 Toren. Die Sektion Handball konnte in der Saison 1963/64 Deutscher Meister werden. Der ASK gewann in der Saison die Staffel I und traf im Endspiel aus den SC DHfK Leipzig, welches die Mannschaft aus Berlin gewann. In der darauffolgenden Saison konnte die Mannschaft in der erstmals ausgetragenen DDR-Oberliga die Vizemeisterschaft hinter der SC DHfK Leipzig sichern.

### Rugby
Im Rugby Union war der ASK Vorwärts Berlin in der zweiten Hälfte der 1950er Jahre eine Spitzenmannschaft. Der Armeesportklub gewann die Meisterschaften 1956 und 1958 jeweils vor der BSG Stahl Hennigsdorf. Im Jahr 1957 wurde man hinter der HSG DHfK Leipzig und Stahl Hennigsdorf 3. in der Meisterschaft. Fünfzehn Spieler des ASK Vorwärts Berlin wurden in die Rugby-Union-Nationalmannschaft der DDR berufen.

### Judo
Der Sektion Judo des Berliner Armeesportklubs gewann 1959 und 1960 die DDR-Mannschaftsmeisterschaften der Männer. Unter den Trainern Willi Lorbeer und Hubert Sturm errangen die Berliner ASK-Judoka, deren Trainingsstützpunkt in Strausberg war, insgesamt zwölf DDR-Einzelmeisterschaften. Die international erfolgreichsten Judoka des ASK Vorwärts Berlin bis 1973 waren Erich Zielke, Herbert Niemann, Rudolf Hendel und Karl-Heinz Werner. 1973 zog die Sektion Judo nach Frankfurt an der Oder um und wurde in den ASK Vorwärts Frankfurt eingegliedert. Erfolgreiche ASK-Judoka nach dem Umzug waren Karl-Heinz Lehmann und Torsten Reißmann.